# Weller Pereira
Weller Wilson Pereira (São Paulo, Brasil, 19 de enero de 1989) es un futbolista brasileño. Juega como delantero.

## Trayectoria
Weller hizo su debut futbolístico en 2007 con la Associação Atlética Ponte Preta, e hizo buena parte de su formación en las divisiones menores del São Paulo F. C.
Su carrera deportiva ha sido básicamente en equipos de la Segunda División de Brasil, Alemania y Rumania.
Weller militó en el Club Sport Cartaginés, A.D Carmelita y Uruguay de Coronado en Costa Rica.